# Fallin' Up/¿Que Dices?
Fallin' Up/¿Que Dices? é o primeiro single do grupo musical norte-americano Black Eyed Peas, de seu primeiro álbum de estúdio, Behind the Front. A canção foi lançada em dezembro de 1997, pela gravadora Interscope. O produtor é o vocalista will.i.am.

## Faixas
Vinil single
Lado A
1. "Fallin' Up"
2. "Fallin' Up" (versão instrumental)
3. "Fallin' Up" (A cappella)
4. "Fallin' Up" (Le rox)

Lado B
1. "¿Que Dices?"
2. "¿Que Dices?" (versão de rádio)
3. "¿Que Dices?" (versão instrumental)
4. "¿Que Dices?" (A cappella)